# Molekularsieb
Molekularsieb (oder auch kurz Molsieb) ist die funktionelle Bezeichnung für natürliche und synthetische Zeolithe oder andere Stoffe, die eine hohe Adsorptionskapazität für Gase, Dämpfe und gelöste Stoffe mit bestimmten Molekülgrößen haben. Durch eine geeignete Wahl des Molekularsiebes ist es möglich, Moleküle verschiedener Größen zu trennen. Neben Zeolithen gibt es auch Kohlenstoffmolekularsiebe (engl. carbon molecular sieve oder molecular sieving carbon). Einerseits sind diese prozessbedingt noch etwas teurer, andererseits können diese während der Pyrolyse für eine bestimmte Trennung spezialisiert werden.

## Beschreibung
Die Molekularsiebe weisen eine große innere Oberfläche (600–700 m2/g) auf und haben einheitliche Porendurchmesser, die in der Größenordnung der Durchmesser von Molekülen liegen.
In der Technik werden die Porendurchmesser oft noch in Ångström angegeben. Das Molekularsieb Zeolith A hat eine Porenweite von 3 Å = 0,3 nm. In die Poren können somit nur Moleküle hineingelangen, die einen kleineren (wirksamen) Durchmesser als 0,3 nm haben. Mit Molekularsieben können Gase und Lösungsmittel dynamisch getrocknet, Gemische von geradkettigen und verzweigten Alkanen getrennt oder Wasser enthärtet werden.
Zeolith-Molekularsiebe, die Stickstoff aufnehmen, wirken in medizinischen Sauerstoffkonzentratoren über Druckwechsel-Adsorption (PSA). Um andererseits Stickstoff zu gewinnen, können Kohlenstoffmolekularsiebe verwendet werden.
Handelsüblich sind Molekularsiebe in gepulverter, Stäbchen- oder Perlform. Die gängigsten Porenweiten sind 3 Å, 4 Å, 5 Å und 10 Å. Stäbchen- und perlförmige Molekularsiebe sind auch mit Feuchtigkeitsindikator zur Anzeige des Erreichens der Kapazitätsgrenze erhältlich.
Zur Trocknung der meisten gängigen Lösungsmittel in der Laborchemie ist ein Molekularsieb 4 Å geeignet. Für Lösungsmittel mit relativ kleinen Molekülen (beispielsweise Methanol, Ethanol, Dichlormethan oder Acetonitril) ist die Porenweite 4 Å ungeeignet, da die Lösungsmittelmoleküle selbst in die Poren eindringen und darin befindliches Wasser wieder herausdrängen können. Für solche Stoffe verwendet man Molekularsiebe der Porenweite 3 Å.

## Selektivitäten
In Abhängigkeit von der Porenweite werden unterschiedlich große Moleküle bevorzugt adsorbiert:
- 3A (3 Å Porenweite): Adsorbiert NH3, H2O, (aber nicht C2H6), geeignet zur Trocknung polarer Lösungsmittel.
- 4A (4 Å Porenweite): Adsorbiert H2O, CO2, SO2, H2S, C2H4, C2H6, C3H6, EtOH. Adsorbiert nicht C3H8 und höhere Kohlenwasserstoffe. Geeignet zur Trocknung apolarer Lösungsmittel und Gase.
- 5A (5 Å Porenweite): Adsorbiert normale (lineare) Kohlenwasserstoffe bis n-C4H10, Alkohole bis C4H9OH, Mercaptane bis C4H9SH. Adsorbiert keine Iso-Verbindungen und Ringe größer als C4.
- 10X (8 Å Porenweite): Adsorbiert verzweigte Kohlenwasserstoffe und Aromaten. Geeignet zur Trocknung von Gasen.
- 13X (10 Å Porenweite): Adsorbiert Di-n-butylamin (aber nicht Tri-n-butylamin). Geeignet zur Trocknung von HMPT.

## Regeneration
Ein Vorteil der Molekularsiebe ist, dass sie fast beliebig oft durch Erhitzen auf 350–400 °C regeneriert werden können. Dabei muss auf ein langsames Erwärmen geachtet werden, da das Molekularsieb ansonsten zu schnell altert oder vollständig zerstört wird. Je nachdem, wie stark der Stoff am Molekularsieb gebunden ist, muss die höchste Temperatur während des Trocknungsprozesses angepasst werden.
Molekularsiebe können auch auf andere Weise regeneriert werden. Befindet es sich zum Beispiel im Gleichgewicht mit der äußeren Stoffkonzentration und wird diese gesenkt, beispielsweise durch Reduktion des (Partial-)Druckes, dampfen die adsorbierten Moleküle wieder ab, bis sich ein neues Gleichgewicht eingestellt hat.